# Мишинци (Дервента)
Мишинци су насељено мјесто у општини Дервента, Република Српска, БиХ. Према попису становништва из 2013. у насељу је живјело 197 становника.

## Становништво
| Демографија | Демографија | Демографија |
| Година      | Становника  | Становника  |
| ----------- | ----------- | ----------- |
| 1971.       | 1.817       |             |
| 1981.       | 1.783       |             |
| 1991.       | 1.445       |             |